# Jay Vine
Jay Vine, né le 16 novembre 1995 à Townsville, est un coureur cycliste australien, membre de l'équipe UAE Emirates.

## Biographie

### Débuts en Australie
Jay Vine commence sa carrière dans le VTT. Il débute sur route en août 2017, lors du Tour of the King Valley une épreuve du calendrier australien. En 2018, il y termine cinquième au classement général.
En 2019, il rejoint la Nero Bianchi, une équipe australienne. Il se consacre alors totalement à la route. Il participe à la Gravel and Tar, une course UCI où il termine onzième. Dans la foulée, il participe à la New Zealand Cycle Classic, également une course UCI, où il se classe troisième du classement général. Il termine notamment deuxième de la quatrième étape. Il tente sa chance à 40 kilomètres de l'arrivée, accompagné du leader du classement général Aaron Gate. Dans le dernier kilomètre, Jesse Featonby réussit à les rejoindre avant de remporter l'étape. Il termine septième du championnat d'Océanie sur route. Sur le calendrier australien, il gagne la Baw Baw Classic, le classement général et une étape du Tour of the Tropics et termine troisième du Tour de Tweed. 
En 2020, lors de l'Herald Sun Tour, il termine cinquième du classement général. Sur le calendrier australien, il gagne deux étapes du Tour de Tweed qu'il termine à la deuxième place du classement général.
Il est censé rejoindre l'équipe ARA Pro Racing Sunshine Coast pour l'année 2021. Ayant remporté la Zwift Academy, il obtient un contrat professionnel dans l'équipe continentale professionnelle Alpecin-Fenix.

### Alpecin

#### Saison 2021
Jay Vine débute sous ses nouvelles couleurs sur le Tour de Turquie où il s'illustre sur la quatrième étape, l'étape-reine avec une arrivée au sommet, seulement devancé par José Manuel Díaz. Il prend la deuxième place au classement général final, également précédé par le coureur espagnol. En mai, il chute dans la dernière descente précédant l'ascension finale de la deuxième étape du Tour d'Andalousie. Passant la nuit à l’hôpital, il ne prend pas le départ le lendemain. Il reprend la compétition en août où il termine 5e de la dernière étape du Tour de Burgos, lors d'une nouvelle arrivée au sommet.  
Il est sélectionné par son équipe pour prendre le départ du Tour d'Espagne, sa première course World Tour et son premier Grand Tour. Le 27 août 2021, son équipe annonce la prolongation de son contrat pour les saisons 2022 et 2023. Le lendemain, malgré une chute lors de la quatorzième étape, il en prend la 3e place.

#### Saison 2022
Pour sa deuxième saison au sein de la structure belge, il se distingue dès sa première course, l’Étoile de Bessèges-Tour du Gard. Lors de la quatrième étape et son arrivée adjugée au Mont Bouquet, il est privé de la victoire par Tobias Johannessen. Le lendemain, il termine 8e du contre-la-montre. Le 26 février 2022, il devient champion du monde de cyclisme esport sur la plate-forme Zwift. 
En avril, il brille de nouveau sur le Tour de Turquie, 5e de la quatrième étape et 2e de la dernière, remportée par Patrick Bevin. Le coureur néo-zélandais remporte le général, devant Vine. En mai, il termine deuxième d'une autre course par étapes, le Tour de Norvège, remporté par Remco Evenepoel. Il y réalise deux tops 10 (4e et 2e d'étape). Aligné pour la deuxième fois sur le Tour d'Espagne, il remporte en solitaire la sixième et la huitième étape,. Il endosse alors le maillot blanc à pois bleus de leader du classement de la montagne. Il perd toute chance de le remporter en raison d'une chute durant la dix-huitième étape qui entraîne son abandon.

### UAE Emirates

#### Saison 2023
À l'issue de la saison 2022, il signe un contrat de 2 ans avec l'équipe UAE Team Emirates. En janvier 2023, il remporte le classement général du Tour Down Under en Australie. Son équipe annonce en mai une extension de son contrat jusqu'à la fin d'année 2027. Gêné par une blessure au genou, il quitte l'UAE Tour au soir de la deuxième étape, le 22 février. Il reprend la compétition sur le Tour d'Italie où son coéquipier Joao Almeida monte sur la troisième marche du podium. Le 14 juin, il chute et quitte le Tour de Suisse lors de la 4e étape. Il fait son retour lors des championnats du monde à Glasgow, représentant l'Australie sur le contre-la-montre (28e). Il enchaîne par un bon Tour de Burgos, 8e du classement général. Le 31 août, il chute et quitte le Tour d'Espagne lors de la 6e étape. Il termine tout de même la saison sur une note positive, remportant l'avant-dernière étape sur le Tour de Turquie.

#### Saison 2024
Il lance sa saison 2024 sur l'UAE Tour, 2e du contre-la-montre puis 2e le lendemain de la troisième étape, il endosse la tunique de leader du classement général. Il la perd le dernier jour lors de l'ascension du Jebel Hafeet. En proie à des maux d'estomac, il termine la première étape du Tour de Catalogne à la 152e place, à 15 minutes du vainqueur Nick Schultz. Le lendemain, il ne prend pas le départ. Lors du contre-la-montre inaugural du Tour du Pays Basque, il est seulement devancé par Primoz Roglic. Il fait partie des coureurs impliqués dans une chute collective en descente mettant au sol plusieurs prétendants à la victoire lors de la quatrième étape. Touché, son état ne nécessite pas d'opération mais il doit porter une minerve plusieurs semaines. Il reprend la compétition quatre mois plus tard sur le Tour de Burgos où il remporte le contre-la-montre individuel. Aligné sur le Tour d'Espagne, il y intègre régulièrement les échappées. Au terme de l'une d'elles, il termine 4e de la seizième étape. Malgré une chute lors du contre-la-montre individuel des championnats du monde à Zurich, il décroche une honorable 5e place. Trois jours plus tard, il est sacré avec la sélection australienne sur le contre-la-montre par équipes en relais mixte. Sur la course en ligne, son compatriote Ben O'Connor obtient la médaille d'argent.

#### Saison 2025
Il est épargné par les ennuis lors de la première partie de saison 2025. Il monte en puissance au fur et à mesure de l'année en vue de sa participation au Tour d'Italie. En février, sa 4e place sur le contre-la-montre du Tour des Émirats arabes unis lui permet de se classer 4e au général. Néanmoins, comme en 2024, il perd du temps et neuf positions au général lors de la dernière étape et l'ascension du Jebel Hafeet, se classant finalement 14e, la course étant remportée par Tadej Pogačar. En mars, il remporte deux étapes de la Semaine internationale Coppi et Bartali. En avril, il remporte une étape du Tour de Romandie dont il prend la 3e place au général, remporté par son coéquipier João Almeida. Il chute sur la première étape du Tour d'Italie, gêné par le vélo de Mikel Landa, l'Espagnol ayant heurté le trottoir à quelques kilomètres de l'arrivée dans un virage en descente. Contrairement à Landa qui abandonne ce jour-là, il peut continuer la course et répond présent lors du contre-la-montre individuel proposé le lendemain, en prenant la 3e place, devancé par Joshua Tarling et Primož  Roglič. Il prend la 6e place du second contre-la-montre individuel, proposé lors de la dixième étape. Sur le plan collectif, son équipe doit défendre le maillot rose de leader d'Isaac Del Toro, qui prend les commandes du général au soir de la neuvième étape. Vine abandonne lors de la dix-septième étape.

## Palmarès

### Par année
- 2019
  - Baw Baw Classic
  - Tour des Tropiques :
    - Classement général
    - 3e étape

  - 3e de la New Zealand Cycle Classic
  - 3e du Tour de Tweed
- 2020
  - 1re et 4e étapes du Tour de Tweed
  - 2e du Tour de Tweed
- 2021
  - 2e du Tour de Turquie
- 2022
  -  Champion du monde de cyclisme esport
  - 6e et 8e étapes du Tour d'Espagne
  - 2e du Tour de Turquie
  - 2e du Tour de Norvège
- 2023
  -  Champion d'Australie du contre-la-montre
  - Classement général du Tour Down Under
  - 7e étape du Tour de Turquie
- 2024
  -  Champion du monde du contre-la-montre par équipes en relais mixte
  - 3e étape de Paris-Nice (contre-la-montre par équipes)
  - 4e étape du Tour de Burgos (contre-la-montre)
  - 2e du Chrono des Nations-Les Herbiers-Vendée
  - 5e du championnat du monde du contre-la-montre
- 2025
  - 3e et 5e étapes de la Semaine internationale Coppi et Bartali
  - 3e étape du Tour de Romandie
  - 2e du championnat d'Australie du contre-la-montre
  - 3e du Tour de Romandie

### Résultats sur les grands tours

#### Tour d'Italie
2 participations
- 2023 : 34e
- 2025 : abandon (17e étape)

#### Tour d'Espagne
4 participations
- 2021 : 73e
- 2022 : abandon (18e étape), vainqueur des 6e et 8e étapes
- 2023 : abandon (6e étape)
- 2024 : 57e,  vainqueur du classement de la montagne

### Classements mondiaux
| Année                                 | 2019 | 2020 | 2021 | 2022 | 2023 | 2024 |
| ------------------------------------- | ---- | ---- | ---- | ---- | ---- | ---- |
| Classement mondial                    | 720e | 639e | 397e | 126e | 91e  | 118e |
| UCI Oceania Tour                      | 42e  | 36e  | 20e  | 7e   | 8e   | 9e   |
|                                       |      |      |      |      |      |      |
| Légende : nc = non classéSource : UCI |      |      |      |      |      |      |